# ديدي كوسنادار
ديدي كوسنادار (بالإندونيسية: Dedi Kusnandar) (23 يوليو 1991 سوميدانغ إندونيسيا - ) هو لاعب كرة قدم إندونيسي، يلعب كلاعب وسط.

## روابط خارجية
- ديدي كوسنادار على موقع قاعدة بيانات كرة القدم.إي يو (الإنجليزية)
- ديدي كوسنادار على موقع ناشيونال فوتبول تيمز (الإنجليزية)
- ديدي كوسنادار على موقع Soccerway.com (الإنجليزية)